# Stephanohelia praecipua
Stephanohelia praecipua är en nässeldjursart som beskrevs av Stephen D. Cairns 1991. Stephanohelia praecipua ingår i släktet Stephanohelia och familjen Stylasteridae. Inga underarter finns listade i Catalogue of Life.